# Zwycięzca
Zwycięzca – powieść Jerzego Żuławskiego z 1910. 
Powieść jest drugą częścią Trylogii księżycowej tego autora i bezpośrednią kontynuacją powieści Na srebrnym globie.

## Treść
Skarłowaciali potomkowie uczestników wyprawy, opisanej w poprzednim tomie trylogii, stworzyli na Księżycu podstawy kultury plemiennej. Równocześnie popadli w zależność od Szernów – okrutnych kosmitów, którzy zamieszkiwali Księżyc przed ich przybyciem. W tej niewoli nadziei dodawała potomkom ludzi wiara nadejście Mesjasza – odrodzonego Starego Człowieka, który uwolni ich od wrogów. Kiedy na Księżyc przybywa ziemski kosmonauta Marek, przedstawiciel cywilizacji przełomu XXIX i XXX wieku, zostaje on uznany za owego Mesjasza-Zwycięzcę. Marek, poinformowany o sytuacji, postanawia pomóc Księżycanom w walce z wrogiem, wykorzystując najnowsze zdobycze techniki. Równocześnie postanawia zreformować ich społeczeństwo likwidując feudalizm i wprowadzając zasady demokracji. Dzięki przywiezionej broni palnej odnosi wielkie zwycięstwo nad Szernami, ale nie udaje się mu zniszczyć ich całkowicie w niedostępnych górach. Klęską kończy się też próba reformowania ustroju na Księżycu. Nie jest w stanie wyegzekwować ustalonych przez siebie praw, a pozbawiony cudownych środków technicznych okazuje się bezradny. Ostatecznie obraca przeciw sobie społeczeństwo i ponosi śmierć.

## Ekranizacja
W 1987 roku powstała adaptacja filmowa trylogii powieściowej pod tytułem Na srebrnym globie. Reżyserem filmu był Andrzej Żuławski, stryjeczny wnuk pisarza.